# 古山一郎
古山 一郎（ふるやま いちろう、1907年2月8日 - 1993年（平成3年）10月9日）は、日本の陸上競技（投擲）選手。早稲田大学在学中に1928年アムステルダムオリンピックに男子円盤投で出場した。

## 経歴
大阪市北区において、古山武造の子として生まれる。古山家は旧出雲広瀬藩士。四條畷中学（現在の大阪府立四條畷高等学校）卒業後、早稲田大学専門部に入る（『早稲田大学百年史』によれば専門部法律科在籍。専門部は専門学校令に基づく短期課程の高等教育機関）。
早稲田大学在学中の1927年（昭和2年）・1928年（昭和3年）、日本陸上競技選手権大会で円盤投げ競技連覇。
1928年（昭和3年）6月に日本を出発した、早稲田大学競走部のイギリス遠征に参加。7月10日に行われたオックスフォード大学やケンブリッジ大学の「アキレス・クラブ」との競技会において、円盤投げで優勝した。次いで、1928年アムステルダムオリンピックに男子円盤投げで出場した。
1929年（昭和4年）早稲田大学専門部を卒業、1930年（昭和5年）に明治大学学部に入学。このため、明治大学体育会競走部も古山を部史に位置づけている。
1931年（昭和6年）の日本学生陸上競技対校選手権大会（日本インカレ）のハンマー投げで優勝の記録がある。1932年（昭和7年）、明治大学体育会競技部副将。1932年ロサンゼルスオリンピックにハンマー投げで出場した長尾雄治・落合正義（ともに明治大学）とは「明大のハンマートリオ」と呼ばれていたという。1933年（昭和8年）明治大学卒業。卒業後は三越百貨店に勤務。